# Культура России
Культу́ра Росси́и — культура народов и народностей России; совокупность формальных и неформальных институтов, явлений и факторов, влияющих на сохранение, производство, трансляцию и распространение духовных ценностей (этических, эстетических, интеллектуальных, гражданских и т. д.) в России.
Традиционная культура народов России, в том виде, в котором она сформировалась ко времени начала её этнографического изучения — к периоду около второй половины XIX века, отражает сложный процесс постоянного взаимодействия этих народов, проходивший в различных географических, природных и хозяйственных условиях. На территории Российского государства сложился ряд историко-культурных зон, имеющих характерный хозяйственный и культурный тип проживающих там народов. Особое место в России занимает русский народ, расселившийся на огромной территории и оказывающий сильное влияние на соседние с ним народы и, в свою очередь, испытывающий влияние этих народов на себе.
Российская культура в целом также сформировалась при взаимодействии всех народов России. Основу современной культуры России составляет культура русского народа. Русский народ, являясь наиболее многочисленным в России, внёс в формирование общей культуры наибольший вклад, что не принижает вклада в российскую культуру других народов. Русская культура в целом является восприимчивой и инклюзивной, приняв в себя элементы культур народов, с которыми русские проживали по соседству в течение столетий. Большое число российских политических и культурных деятелей были представителями других этносов или имели в своём роду таковых. В советский и постсоветский период в русскую и российскую культуру также вошло большое число иноэтнических авторов. Инклюзивность русской культуры включает также её способность развивать культуры других народов и наполнять их новыми смыслами.

## История

### Древняя Русь
Для культуры Древней Руси характерны следующие черты:
- Важную роль играл опыт предыдущих поколений, традиции.
- Локальность, замкнутость, разобщённость русских земель, вызванная отсутствием экономических интересов в условиях натурального хозяйства.
- Сильное влияние религии.

### Культура России XIII—XVII веков
Ключевые особенности культурного развития в тот период:
- Необходимость самоидентификации русского народа и, как следствие, размытие различий между отдельными княжествами и формирование общерусской культуры.
- Возвышение православной церкви как хранительницы культурно-политических традиций русского государства.
- Самоизоляция Руси не только от мусульманских, но и от католических стран.

### Российская империя
Российская империя в силу исторических обстоятельств на протяжении всего своего существования охотно заимствовала многие элементы западноевропейской культуры и обычаев. И как следствие, в понимании «западного» наблюдателя культурный уровень подавляющего населения России был невысок. Однако, невозможно переоценить вклад ведущих российских деятелей в мировую культуру.

### СССР
Культура России является кумулятивной культурой стран и народностей, проживающей на территории Советского Союза.
Интенсивно развивалось театральное искусство, кинематограф, изобразительное искусство. В отдельные периоды поощрялось развитие культур этнических меньшинств, национальных культур.

### Современная история
Современная история культуры в России связана с восстановлением элементов культуры Российской империи и её интеграцией в культурное наследие СССР. В России производится активное восстановление храмов и религиозных обычаев, возрождается институт меценатства. Также продолжается процесс интеграции в русскую культуры традиций, заимствованных у восточных и западных стран.
С тем, что в городах достаточно учреждений культуры (театры, кинотеатры, галереи, библиотеки), в 2012 годах были полностью или в основном согласны 77 % жителей российских городов.
Как отмечает в 2007 году британский профессор социологии Хилари Пилкингтон: «наблюдается тенденция считать Россию уникальным обществом, которое состоит из разных культурных традиций, являясь не „гибридом“, а уникальной сущностью, которая создалась на основе многих и разных культурных влияний».
Развитие культуры в России продолжается и в постсоветский период. Наряду с первоначальным импульсом, связанным с публикацией многочисленных произведений, по цензурным или иным соображениям не дошедшим до читателя, слушателя и зрителя при СССР, в Российской Федерации получили собственное развитие литература, кинематограф, радио и телевидение, изобразительное искусство, акционизм, началось создание произведений в новых для России жанрах, таких как комиксы и разработка компьютерных игр.
Контркультура советского периода оказалась плотно интегрирована в официальную российскую культуру 1990-х годов.
В 1990-е годы многие образцы «неофициального искусства» вошли в фонд и экспозицию ГТГ, Русского музея, Московского музея современного искусства, Государственного центра современного искусства (ГЦСИ), частные галереи. Музей нонконформистского искусства в Санкт-Петербурге создан Товариществом «Свободная культура» в 1998 году в рамках Арт-центра «Пушкинская, 10». В 2000 в Российском государственном гуманитарном университете (РГГУ) был открыт музей «Другое искусство». Основу его составила коллекция неофициального искусства, которую собрал московский коллекционер Леонид Талочкин.
Согласно «Основам законодательства Российской Федерации о культуре», культура определяется как совокупность материальных и духовных ценностей, созданных человечеством, и способов их создания, сохранения и передачи. Задачами законодательства о культуре являются обеспечение и защита конституционного права граждан на культурную деятельность, создание правовых гарантий для свободной культурной деятельности, определение принципов государственной культурной политики и правовых норм государственной поддержки культуры.

### Культура народов России
Россия является многонациональным государством: помимо русских, составляющих более 80 % населения, здесь проживает ещё около 180 других народов. Наиболее заметное влияние оказала русская культура, однако культурное достояние других народов также играет свою роль.

## Язык
Самым распространённым языком в России является русский язык. Он также является государственным языком России в соответствии со статьёй 68 Конституции Российской Федерации. Число носителей ещё восьми языков превышает один миллион человек.
Республики в составе Российской Федерации вправе устанавливать свои государственные языки и, как правило, пользуются этим правом: так, например, в Карачаево-Черкесской Республике, помимо русского, статус государственного имеют абазинский, карачаевский, ногайский и черкесский языки. Но в Республике Карелия язык титульной нации (карельский), как и языки других национальных меньшинств — финский и вепсский языки государственными не признаны и единственным государственным языком республики является русский. В результате этого Карелия — единственная республика в составе РФ, в которой ни один из проживающих на её территории коренных народов не имеет своего национального языка в числе государственных.
Несмотря на предпринимаемые во многих регионах усилия по сохранению и развитию местных языков, в России сохраняется наметившаяся ещё в советское время тенденция к языковому сдвигу, когда фактически родным языком нерусских граждан становится русский язык, в то время как поверхностное знание материнского языка (языка своего этноса) становится не более чем маркером этничности.
Кириллица — система письменности и алфавит для какого-либо языка, основанные на старославянской кириллице (говорят о русской, сербской и т. п. кириллицах; называть же «кириллическим алфавитом» формальное объединение нескольких или всех национальных кириллиц некорректно). Старославянская кириллица (алфавит и система письменности), в свою очередь, основана на греческом алфавите.
На основе кириллицы построены алфавиты 11 из 28 славянских языков, а также 101 неславянских языков, которые ранее не имели письменности либо имели другие системы письменности и были переведены на кириллицу в конце 1930-х годов (см.: список языков с алфавитами на основе кириллицы).
Русский язык — один из восточнославянских языков. Он один из крупнейших языков мира, в том числе самый распространённый из славянских языков. Русский язык произошёл из древнерусского, вместе с украинским и белорусским языками.

## Русская литература
Русская литература отразила не только эстетические, нравственные и духовные ценности и представления; по мнению ведущих русских мыслителей, литература является также и философией России.
Вплоть до XVIII века светской литературы в России практически не существовало. Существует несколько памятников древнерусской литературы религиозного или летописного характера — «Повесть временных лет», «Слово о полку Игореве», «Моление Даниила Заточника», «Задонщина», Житие Александра Невского и другие жития. Авторы этих произведений ныне неизвестны. Народное творчество того периода представлено самобытным жанром былины, сказками.
Светская литература появилась в России только в XVII веке. Первое известное произведение этого рода — «Житие протопопа Аввакума» (несмотря на название, его нельзя назвать религиозным произведением, так как оно было написано самим Аввакумом, канонические жития писались только после смерти святого).
В XVIII веке в России появляется плеяда светских писателей и поэтов. Среди них — поэты Василий Тредиаковский, Антиох Кантемир, Гавриил Державин, Михаил Ломоносов; писатели Николай Карамзин, Александр Радищев; драматурги Александр Сумароков и Денис Фонвизин. Доминирующим художественным стилем литературы в то время был классицизм.

### Поэзия
Среди наиболее известных поэтов России:
- Василий Андреевич Жуковский (1783—1852)
- Александр Сергеевич Пушкин (1799—1837)
- Михаил Юрьевич Лермонтов (1814—1841)
- Александр Александрович Блок (1880—1921)
- Сергей Александрович Есенин (1895—1925)
- Анна Ахматова (1889—1966)
- Владимир Маяковский (1893—1930)

и многие другие.

### Проза
Среди наиболее известных писателей России:
- Николай Васильевич Гоголь (1809—1852)
- Иван Сергеевич Тургенев (1818—1883)
- Лев Николаевич Толстой (1828—1910)
- Фёдор Михайлович Достоевский (1821—1881)
- Антон Павлович Чехов (1860—1904)
- Иван Алексеевич Бунин (1870—1953)
- Владимир Владимирович Набоков (1899—1977)

и многие другие.

## Искусство

### Изобразительное искусство

#### Иконопись
Русская иконопись унаследовала традиции византийских мастеров. В то же время на Руси зародились свои традиции. Самое всеобъемлющее собрание икон находится в Третьяковской галерее.
Русские иконы не были простой имитацией, но имели свой собственный стиль, а такие мастера как Андрей Рублёв подняли уровень иконописи на новые высоты.

#### Живопись
Первые реалистические портреты появляются в России в XVII веке, в середине — конце XVIII века в России появляются такие крупные живописцы, как Левицкий и Боровиковский. Русская живопись с того времени следовала общемировым тенденциям. Выдающиеся художники первой половины XIX века: Кипренский, Брюллов, Иванов («Явление Христа народу»).
Во второй половине XIX века произошёл расцвет реалистической живописи. Было основано творческое объединение российских художников «Товарищество передвижных художественных выставок» («Передвижники»), в которое входили такие великие художники, как Васнецов, Крамской, Шишкин, Куинджи, Суриков, Репин, Саврасов.
На рубеже XIX—XX веков действовало объединение «Мир искусства». Его членами или близкими к движению художниками были Михаил Александрович Врубель, Кузьма Сергеевич Петров-Водкин, Николай Константинович Рерих, Исаак Ильич Левитан.

#### Русский авангард
В конце XIX — начале XX века Россия становится одним из центров авангардного искусства. Яркие представители авангарда: Василий Кандинский, Казимир Малевич, Марк Шагал, Павел Филонов. Общим для русского авангарда был отказ от старых форм искусства в пользу нового, более соответствующего текущему моменту реальности. Аналогичное направление развитие мысли художников также существовало и во всех остальных странах Европы, в то время как искусство Америки отставало в своём развитии. В те годы впервые со времён Петра I наметилась определённая связь между изобразительным искусством России и изобразительным искусством европейских стран. В 1930-е годы, с усилением влияния стиля социалистического реализма, эта связь была нарушена. Многие исследователи связывают истоки русского авангарда не столько с революцией, сколько с промышленным скачком того времени.

#### Соцреализм
Социалистический реализм — основной художественный метод, использовавшийся в искусстве Советского Союза, начиная с 1930-х годов; он разрешался, рекомендовался либо навязывался (в разные периоды развития страны) государственной цензурой, а поэтому был тесно связан с идеологией и пропагандой. Он был официально одобрен с 1932 года партийными органами в литературе и искусстве. Параллельно ему существовало неофициальное искусство СССР.
Представители соцреализма — В. И. Мухина, А. А. Дейнека, И. И. Бродский, Е. П. Антипова, Б. Е. Ефимов. Для произведений в жанре социалистического реализма характерна подача событий эпохи, «динамично изменяющихся в своём революционном развитии». Идейное содержание метода было заложено диалектико-материалистической философией и коммунистическими идеями марксизма (марксистская эстетика) во второй половине XIX—XX веков. Метод охватывал все сферы художественной деятельности (литературу, драматургию, кинематограф, живопись, скульптуру, музыку и архитектуру).

### Музыка

#### Классическая музыка, опера и балет
Русская классическая музыка содержит творческое наследие таких великих композиторов как Пётр Ильич Чайковский, Михаил Иванович Глинка, Римский-Корсаков Николай Андреевич, содружество композиторов «Могучая кучка», Сергей Васильевич Рахманинов, Игорь Фёдорович Стравинский. Среди советских композиторов одними из самых значимых являются: Сергей Сергеевич Прокофьев, Дмитрий Дмитриевич Шостакович, Арам Ильич Хачатурян, Альфред Шнитке.
В русской музыке существует множество всемирно известных классических произведений, среди которых знаменитые симфонии, концерты, балеты («Лебединое озеро», «Щелкунчик», «Весна священная»), оперы («Борис Годунов», «Евгений Онегин», «Иван Сусанин»), сюиты («Картинки с выставки»)

##### Советский джаз
Первый в СССР джазовый концерт состоялся в Москве 1 октября 1922 года в час дня на сцене Центрального техникума театрального искусства (позже — ГИТИС) в Малом Кисловском переулке. Это был концерт «Первого в РСФСР эксцентрического оркестра джаз-банд Валентина Парнаха».

#### Популярная музыка
В первой половине XX века были популярны такие исполнители, как Александр Вертинский и Леонид Утёсов. В советское время была распространена т. н. «эстрадная» популярная музыка (Муслим Магомаев, Лев Лещенко, Алла Пугачёва, Валерий Леонтьев, Иосиф Кобзон).
Поп-музыка развивалась в СССР и России со второй половины XX века по западному прообразу. Она популярна в первую очередь среди русскоязычного населения мира. В западных странах российские поп-музыканты редко достигают большого коммерческого успеха (это удалось, например, группе Тату).

#### Русская авторская песня
Значимым и самостоятельным музыкальным жанром в России является авторская песня — массовое самодеятельное музыкально-поэтическое движение, состоящее, в основном из непрофессиональных авторов. Лучшие представители этого жанра, такие как Владимир Высоцкий, Булат Окуджава, Александр Галич и ряд других оказали влияние на современную русскую культуру в целом.

#### Русский рок
Русский рок — собирательное обозначение русскоязычной рок-музыки, созданной сначала в СССР, затем в России и странах СНГ различными музыкантами и группами. Наиболее известные группы: «Ария» «Король и Шут» «Машина времени», «Аквариум», «Наутилус Помпилиус», «Кино», «Алиса», «Звуки Му», «ДДТ», «Чайф», «Сплин», «Би-2», «Агата Кристи», «АукцЫон», «Декабрь» и др.
На группы русского рока оказали большое влияние западная рок-музыка, а также русская авторская песня (Владимир Высоцкий, Булат Окуджава), исполняемая обычно под акустическую гитару.

#### Русский шансон
Самостоятельным, хотя и сниженным в общественном восприятии является такой жанр как русский шансон — собирательное название для стилистики группы эстрадных исполнителей, работающих в таких сферах как городской романс, эмигрантские, блатные и определённого сорта эстрадные песни. Несмотря на то, что русский шансон не воспринимается большинством критиков как заслуживающее внимания культурное явление, он сформировал свою устойчивую аудиторию, и прочно стоит в ротациях на ряде популярных российских радиостанций.

### Архитектура
Древнерусская архитектура следовала за традицией, корни которой были установлены ещё в Византии. После падения Киева русская архитектурная история продолжалась во Владимиро-Суздальском княжестве, Новгородской и Псковской республиках, Русском царстве. В дальнейшем русская архитектура оказалась под большим влиянием западноевропейской архитектуры, примером чему служит, например, застройка Санкт-Петербурга и его окрестностей. С середины XIX века с развитием историзма в разных странах начали обращаться к архитектурному наследию минувших эпох, в частности, с ростом национального самосознания, к народной архитектуре. Художники и архитекторы Российской империи обратили взоры на древнерусское зодчество, создав русский и неорусский стили. Славист и историк русской архитектуры У. К. Брумфилд выделил русское деревянное зодчество и конструктивизм как наиболее значимые достижения русской архитектуры.
Сохранились древние постройки народов Кавказа (осетинская, рутульская архитектура).

#### Религиозные постройки
От Византии русские храмы унаследовали расположенные по оси запад — восток притвор или трапезную, наос и алтарь. Характерные черты русских храмов: луковичные главы и многоглавость.

#### Гражданская архитектура
Традиционное русское жилище крестьян представляло собой срубную бревенчатую избу с двух- или четырёхскатной кровлей. Состоятельные горожане выстраивали хоромные комплексы. В XVIII—XIX веках облик гражданской архитектуры изменялся под влиянием барокко, классицизма, эклектики.
Яркой страницей в истории архитектуры СССР стали авангардные проекты городов-садов, домов-коммун, жилкомбинатов, соцгородов. В начале 1930-х годов со сменой политической конъюнктуры архитектура авангарда оказалась под запретом, а вместе с ней и объявленные «левацкими загибами» проекты жилых домов и комплексов с обобществлённым бытом, начался период сталинской архитектуры. Переход к массовому типовому строительству при Н. С. Хрущёве породил так называемые «хрущёвки».

### Театр
Российское театральное искусство является одним из наиболее перспективных в мире. В России работают театры, имеющие мировую славу, такие как Мариинский театр, Большой и Малый театры.

#### Цирк
В России развито и популярно цирковое искусство. Среди известных артистов цирка: клоуны Юрий Никулин, «Карандаш», Олег Попов; фокусники (иллюзионисты) Эмиль Кио и Игорь Кио, дрессировщики Владимир Дуров, братья Эдгард и Аскольд Запашные.

### Кинематограф
Уже в апреле 1896 года, через 4 месяца после первых парижских кинематографических сеансов, в России появляются первые кинематографические аппараты. 4 (16) мая 1896 года состоялась первая в России демонстрация «синематографа Люмьера» в театре петербургского сада «Аквариум» — публике были показаны несколько о фильмов в антракте между вторым и третьим действиями водевиля «Альфред-Паша в Париже». В мае Камилл Серф осуществляет первые в России документальные кинематографические съёмки торжеств в честь коронации Николая II. Кинопоказы быстро стали модным развлечением, постоянные кинотеатры начали появляться во многих крупных городах России. Первый постоянный кинотеатр открылся в Санкт-Петербурге в мае 1896 года по адресу Невский проспект, дом 46.
Первые российские художественные ленты представляли собой экранизации фрагментов классических произведений русской литературы («Песнь про купца Калашникова», «Идиот», «Бахчисарайский фонтан»), народных песен («Ухарь-купец») или иллюстрировали эпизоды из отечественной истории («Смерть Иоанна Грозного», «Пётр Великий»). В 1911 году на экраны выходит первый в России полнометражный фильм «Оборона Севастополя», совместно поставленный Александром Ханжонковым и Василием Гончаровым.
В 1913 году на волне общего подъёма российской экономики начинается бурный рост кинематографической промышленности, образуются новые фирмы — в том числе крупнейшая кинокомпания И. Н. Ермольева, среди снятых которой более чем 120 фильмов были такие значительные картины, как «Пиковая дама» (1916) и «Отец Сергий» (вышел в 1918 году) Якова Протазанова. На время Первой мировой войны приходится этап расцвета художественного российского кинематографа. В этот период снимает свои главные фильмы выдающийся киностилист Евгений Бауэр, активно работают Владимир Гардин и Вячеслав Висковский.
После распада СССР кинематограф в России переживает кризис: многие киностудии испытывают финансовые трудности. На кинопродукцию, производимую в России, оказывает сильное воздействие американские фильмы. В 1990-х годах количество высокобюджетных фильмов не велико (появляются такие картины, как Сибирский цирюльник и Русский бунт). В эпоху 2000-х годов на фоне экономического роста происходит качественный и количественный рост в киноиндустрии.
Фильмы, произведённые в России и странах-предшественницах, являются лауреатами крупнейших международных кинофестивалей, таких как Берлинский, Каннский, Венецианский, Московский.
Ежегодно в России проводятся десятки кинофестивалей, среди которых крупнейшими являются Московский кинофестиваль (аккредитация Международной федерации ассоциаций кинопродюсеров) и Кинотавр.

### Мультипликация
Советская мультипликация известна во всём мире, отличается использованием пастельных тонов, духовностью, добротой содержания, наличием сильной учебной составляющей. На самых известных студиях СССР и России («Союзмультфильм», «Центрнаучфильм», «Киевнаучфильм») сняты тысячи мультфильмов.
Первый русский мультфильм «Пьеро — художники» киноведы датируют 1906 годом, снятый балетмейстером Мариинского театра Александром Ширяевым.
Мультфильм «Ёжик в тумане» Юрия Норштейна в 2003 году в Токио был признан лучшим мультфильмом всех времён и народов по результатам опроса 140 кинокритиков и мультипликаторов разных стран.

## Религия

### Язычество
До крещения Руси (988 год) на Русской равнине господствовали языческие культы, для которых был характерен политеизм, анимизм, культ предков, духов и сил природы. Многие реликты язычества сохраняются в народной религии русских вплоть до наших дней, особенно в сельской местности (прежде всего — элементы похоронного и поминального обряда). Многие неславянские народы России сохраняли свои этнические религии, в частности шаманизм, вплоть до XIX—XX веков.

### Христианство

#### Православие
Православное христианство — наиболее распространённое вероисповедание в современной России. Пришло на Русь из Византии. Официальной датой Крещения Руси при князе Владимире считается 988 год.

#### Католицизм
Традиционно, католицизм (не включая грекокатоликов в западной Украине и Белоруссии) в России (Российской империи) исповедовался российскими подданными польского, немецкого, литовского и латышского происхождения.
С конца 1980-х наблюдается некоторый рост количества приверженцев среди людей, не имеющих исторических и семейных связей с католицизмом.

#### Протестантизм
Протестантизм был завезён купцами, военными и другими приезжими профессионалами из Германии вскоре после Реформации. Первая лютеранская церковь появилась в Москве уже в 1576 году. Иммиграция протестантов из Европы сохранялась и в дальнейшем. Кроме того, протестантизм был исторически распространён на северо-западе страны среди местного населения на территориях, отвоёванных у Швеции в результате Северной и Русско-Шведской войн. Ограничения («золотая клетка») со стороны властей, в частности, строгий запрет на проповедь по-русски, приводили к замыканию традиционных протестантских общин по национальному признаку и гонениям на распространителей новых учений, таких, как штунда, а затем и баптизм.
С возрождением церквей после распада СССР, традиционные протестантские общины, ранее бывшие этническими (немецкими, эстонскими, шведскими, финскими и т. п.), часто пополняются людьми с совершенно иными корнями, в частности — русскими, что вызвано, с одной стороны, сильной убылью этнических немцев и финнов из-за репрессий и массовой эмиграции, с другой — привлекательностью вероучения и благоприятным климатом в приходах. Заметна деятельность и новых течений, в частности, американских, таких, как пятидесятники.
Численность протестантов в России не удаётся определить точно. Сами себя к протестантам относят, по разным данным от 2 % до 4 % населения, при этом активно участвуют в религиозной жизни от 0,6 % до 1,5 %. Это означает, что, по грубой оценке, каждый сотый житель страны — сознательный протестант. Наиболее распространены баптисты, численность общин которых оценивается не менее чем в 100.000 человек.
Вкладом протестантов в культуру России является обычай ставить новогоднюю ёлку.

### Ислам
В большинстве своём мусульмане проживают в Волго-Уральском регионе, а также на Северном Кавказе, в Москве, в Санкт-Петербурге и Западной Сибири. В России действует более 6000 мечетей (в 1991 году их было около ста).

### Буддизм
Буддизм традиционен для трёх регионов России: Бурятии, Тувы и Калмыкии. По сведениям Буддийской Ассоциации России, число людей, исповедующих буддизм, составляет 1,5—2 млн человек.
В настоящее время в России представлены многие буддийские школы: тхеравада, японский и корейский дзэн, несколько направлений Махаяны и практически все существующие в мире школы тибетского буддизма.
Самый северный в мире буддистский Дацан, построенный ещё до Революции в Петрограде (Дацан Гунзэчойнэй), сейчас служит туристическим и культовым центром русской буддистской культуры. Ведутся приготовления к построению буддистского храма в Москве, который смог бы объединить вокруг себя русских буддистов в совместной практике на благо всех разумных существ России и мира.

### Иудаизм
Число иудеев — около 1,5 млн. Из них, по данным Федерации еврейских общин России (ФЕОР), в Москве проживает около 500 тыс., а в Санкт-Петербурге — около 170 тыс. В России действуют около 70 синагог.

## Кухня России
Кухня России, как и культура России, представляет собой двухсоставную сущность. Первая, и наиболее существенная, её часть — русская кухня, основанная на славянских традициях Руси с внесёнными заимствованиями от других народов, со временем вошедших в состав единого Российского государства. Кроме того, знать, интеллигенция и другие люди, имеющие возможность бывать за границей, а также иностранцы, привнесли много элементов зарубежной кухни в современную массовую российскую кухню.
Второе направление российской кухни относится к национальным традициям народов и народностей, проживающих в России. Кухня каждого народа имеет свои уникальные блюда и способы их приготовления, основанные на продуктах, культивируемых и собираемых издревле на данной территории, изготавливаемые с помощью самобытной кухонной утвари. В сочетании с местными обычаями, религиозными обрядами и возможностью взаимодействия с современной цивилизацией, кухни народов России вносят неоценимый вклад в её культурное наследие.
Среди наиболее известных блюд кухни России — борщи, винегреты, пирожки, блины, ватрушки, щи, квасы, морсы и прочие.

### Культура потребления спиртных напитков
В России потребление спиртных напитков является острой социальной проблемой, потребление крепкого, и не только, алкоголя в больших количествах началось после открытия питейных заведений во времена правления Петра I. До этого потребление алкоголя было крайне незначительным.
Потребление спиртосодержащих напитков дало России серьёзные социальные проблемы, связанные с алкоголизмом и пьянством.
Тем не менее, по уровню потребления алкоголя на душу населения Россия находится на 18-м месте, уступая таким странам, как Люксембург, Чехия, Эстония и Германия. При этом существенно различен рацион — так, в Европе преобладают сухие красные вина, а в России — водка и пиво.

## Праздники России
Другие праздники :
День защитника Отечества, День Победы, День защиты детей, Международный женский день (8 марта).

## Спорт
Традиционно в Российской культуре выделяют два направления развития спорта: спорт больших достижений и физкультуру.
Оба направления в России активно развиваются. Многие спортивные школы являются ведущими в мире, что доказывает высокие достижения на самых престижных спортивных соревнованиях, таких как Олимпийские игры, чемпионаты мира и Европы. В стране пропагандируется физкультура и здоровый образ жизни. Так, например, проводятся массовые спортивные соревнования, такие как «Кросс наций» и «Лыжня России».
Также в России развиты традиции сопереживания участникам спортивных соревнований. Наиболее популярными среди болельщиков являются командные летние и зимние виды спорта, такие как футбол, баскетбол, хоккей и другие. Популярны также и индивидуальные летние и зимние виды спорта, такие как биатлон, теннис, бокс и прочие.

## Государственная политика современной России в области культуры
24 декабря 2014 года президент России Владимир Путин указом № 808 за соответствующий год утвердил «Основы государственной культурной политики Российской Федерации» (ОГКП РФ), подготовленные Минкультом.
В августе 2023 года Председатель Правительства Российской Федерации Михаил Мишустин утвердил создание федерального реестра «объектов нематериального этнокультурного достояния», куда включены традиции, обычаи, сказки, танцы, былины, ремесла, обряды. Это было сделано в целях упрощения изучения, популяризации и сохранения нематериального культурного наследия и по аналогии со списком шедевров устного и нематериального культурного наследия человечества, ведущимся ЮНЕСКО.
В январе 2024 года президент РФ Владимир Путин в целях развития российско-китайских отношений и расширения двусторонних связей в области культуры распорядился провести в 2024—2025 годах Год культуры России—Китая. В том же месяце он поручил кабинету министров РФ сохранить финансирование мероприятий по развитию культуры в рамках госпрограммы «Развитие культуры» и создать цифровую платформу, где будут размещены переведённые на иностранные языки произведений русской классической литературы XIX—XX веков.